# Oscar Micheaux

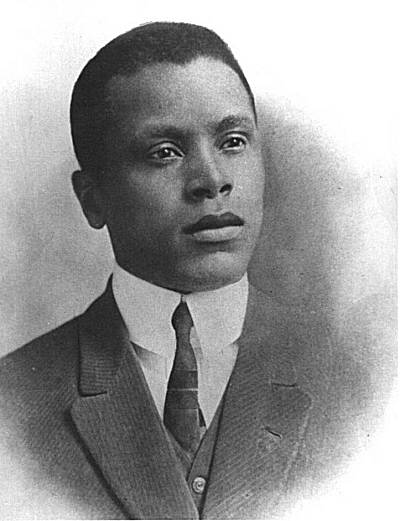
Oscar Micheaux

Oscar Devereaux Micheaux (* 2. Januar 1884 in Metropolis, Illinois; † 25. März 1951 in Charlotte, North Carolina) war ein US-amerikanischer Schriftsteller und Filmregisseur afroamerikanischer Herkunft. Während in der US-Gesellschaft tiefgreifender Rassismus herrschte, war Micheaux mit seinen Independentfilmen der wichtigste Begründer des afroamerikanischen Kinos.

## Leben
Oscar Micheaux wurde in der Nähe von Metropolis als eines von elf Kindern früherer Sklaven geboren. Als Junge putzte er Schuhe und arbeitete als Schlafwagenschaffner bei der Eisenbahn. Als junger Mann war er ein sehr erfolgreicher Farmer in einer sonst nur von Weißen bewohnten Gegend in South Dakota. Damals begann er, Kurzgeschichten zu schreiben. Angesichts der Restriktionen, denen Schwarze damals unterworfen waren, überwand Micheaux diese, indem er seinen eigenen Verlag gründete und seine Bücher von Haus zu Haus verkaufte.
Den Aufstieg der Filmindustrie sah er als eine Möglichkeit, seine Geschichten zu erzählen. Er gründete seine eigene Filmproduktionsfirma und war 1919 der erste Afroamerikaner, der einen Film drehte. Er schrieb, produzierte und führt Regie bei dem Stummfilm The Homesteader, in dem die afroamerikanische Schauspielerin Evelyn Preer mitspielte. Er basierte auf seinem gleichnamigen Roman. 1925 stellte er den Kinobesuchern Paul Robeson in seinem Film Body and Soul vor.
Zwischen 1919 und 1948 führte Micheaux bei 44 Spielfilmen Regie und schrieb sieben Romane, von denen einer zum Bestseller wurde. Angesichts der Zeitumstände sind seine Erfolge als Filmemacher und Verleger außerordentlich. Er war der erste Afroamerikaner, der Filme machte, die in 'weißen' Kinos gezeigt wurden. In seinen Filmen brach er mit den Stereotypen über Afroamerikaner, wie sie damals im Film üblich waren, und prangerte die gesellschaftlichen Ungerechtigkeiten an. In seinem Film Within Our Gates griff Micheaux den Rassismus in David Wark Griffiths Film Die Geburt einer Nation an. Die Producers Guild of America nannte ihn den fruchtbarsten schwarzen Filmemacher. Vielleicht war er sogar der erfolgreichste Independent-Filmemacher des amerikanischen Kinos zu einer Zeit, als mit dem Studiosystem unabhängige Filmemacher einen schweren Stand hatten.
Oscar Micheaux starb 1951 in Charlotte auf einer Geschäftsreise im Alter von 67 Jahren. Sein Leichnam wurde nach Great Bend (Kansas) überführt, wo er auf dem Great Bend Cemetery neben anderen Mitgliedern seiner Familie begraben liegt.
1986 ehrte die Directors Guild of America Micheaux mit einem Golden Jubilee Special Award. Heute wird der Oscar Micheaux Award jedes Jahr von der Producers Guild verliehen. Für seine Verdienste um die Filmindustrie hat Oscar Micheaux einen Stern auf dem Hollywood Walk of Fame: 6721 Hollywood Blvd.

## Bücher
- Conquest: The Story of a Negro Pioneer – (1913)
- The Forged Note – (1915)
- The Homesteader – (1917)
- The Wind from Nowhere – (1941)
- The Case of Mrs. Wingate – (1944)
- The Story of Dorothy Stanfield – (1946)
- Masquerade, a Historical Novel – (1947)

## Filme
- 1919: The Homesteader
- 1919: Within Our Gates
- 1920: The Brute
- 1920: Symbol of the Unconquered
- 1922: Gunaslaus Mystery
- 1922: Deceit
- 1922: The Dungeon
- 1922: The Virgin of the Seminole
- 1922: Son of Satan
- 1923: Jasper Landry’s Will
- 1925: Body and Soul
- 1926: The Spider’s Web
- 1927: Millionaire
- 1928: When Men Betray
- 1928: Easy Street
- 1929: Wages of Sin
- 1930: The Exile
- 1930: Darktown Revue
- 1932: Veiled Aristocrat
- 1932: Black Magic
- 1932: Ten Minutes to Live
- 1933: The Girl From Chicago
- 1933: Ten Minutes to Kill
- 1934: Harlem After Midnight
- 1935: Lem Hawkin’s Confession
- 1936: Temptation
- 1936: Underworld
- 1937: God’s Step Children
- 1938: Swing
- 1939: Birthright
- 1939: Lying Lips
- 1940: The Notorious Elinor Lee
- 1948: Betrayal